# Energiamix

A világ energiatermelésének növekedése

A világon megtermelt energia összetétele 2010-ben

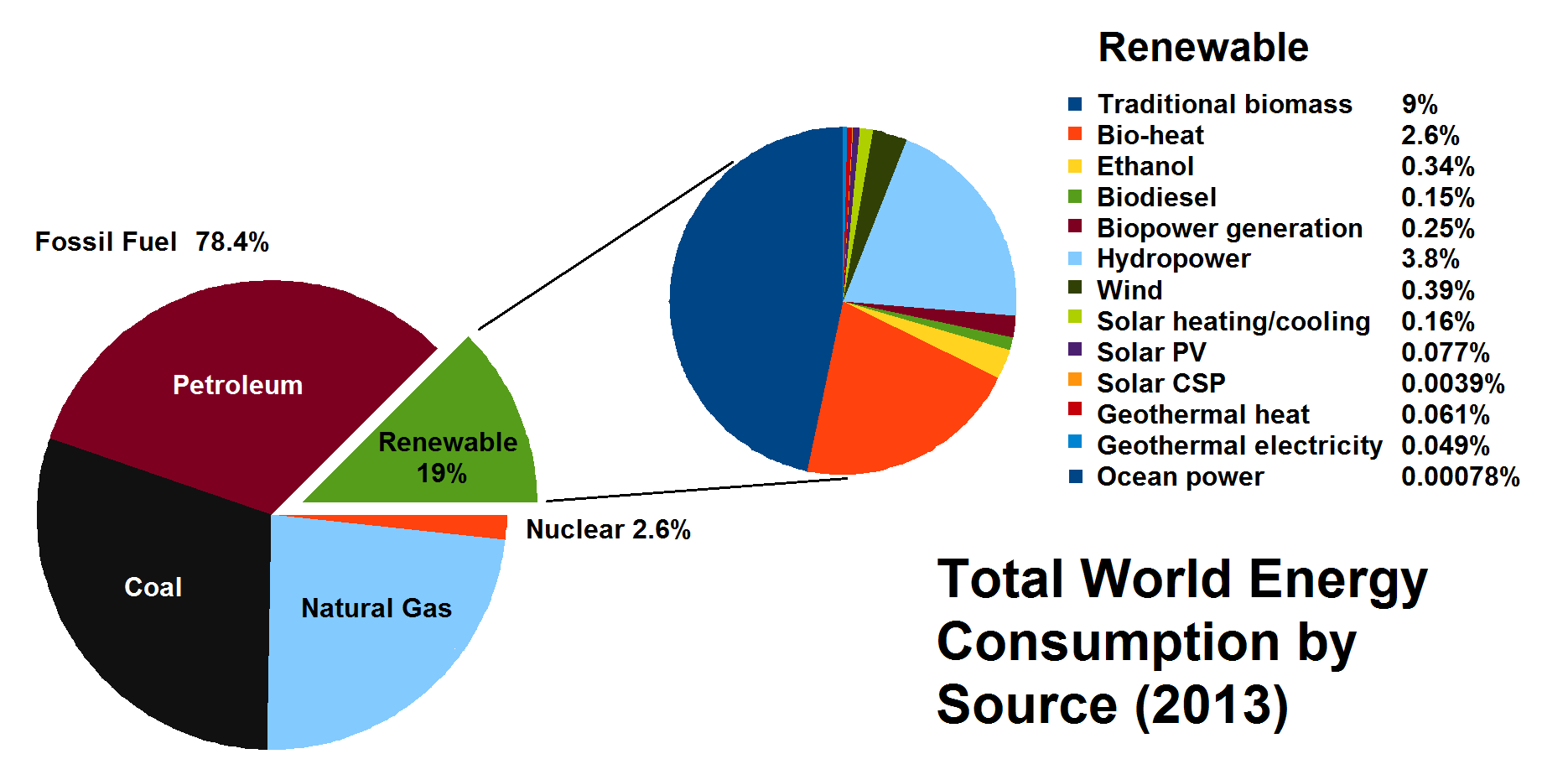
A világon megtermelt energia összetétele 2013-ban

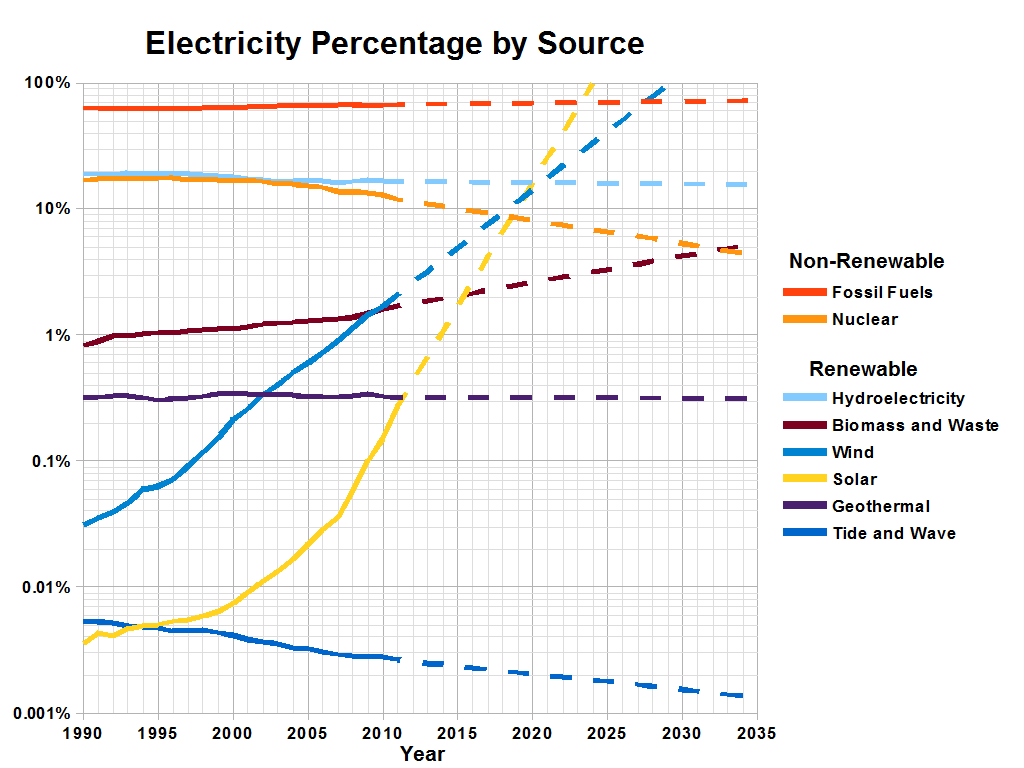
Az energiaforrások részaránya napjainkban és a közeljövőben egy féllogaritmikus skálán

Energiamixnek nevezzük az energiatermelésben a különböző forrásokból származó összesen felhasznált (vagy megtermelt) energia forrásainak az összegét.
A különböző országok eltérő energiamixszel rendelkeznek. Az energiatermelés módját meghatározza az országok fekvése, éghajlata és energiahordozó készleteinek nagysága.
A fosszilis tüzelőanyagok formájában elérhető elsődleges energiát manapság még mindig leginkább közvetlenül a motoros járművekhez, azaz a szállításhoz használjuk fel.
2009-ben a globális primer energiafelhasználás 12,5 millió tonna olajjal egyenértékű, megfelel 145,375 gigawattóra (523 350 TJ) energiának. A Nemzetközi Energiaügynökség (IEA) jelentése alapján ennek 13,6%-át az EU használta fel. Az EU-n belül 75,9% a fosszilis tüzelőanyagok, 14,1% az atomenergia, 7% a bioüzemanyag és 2,9% a megújuló energiaforrások részaránya.
Az általános primerenergia-fogyasztás az Amerikai Egyesült Államokban 2015-ben elsősorban a kőolajra (3,7 × 1016 kJ), a földgázra (3,1 × 1016 kJ) és a szénre (1,7×1016 kJ) támaszkodik. A megújuló energiák nagysága ettől egy nagyságrenddel alacsonyabbak (9,5 × 1015 kJ), a legutolsó helyen a nukleáris energia áll (8,4 × 1015 kJ). Ugyanebben az évben mintegy 4 millió GWh villamos energiát termeltek az Egyesült Államokban, amelyeknek 67%-a fosszilis tüzelőanyagokból (szén, földgáz és <1% kőolaj), 20%-a atomenergiából, 6%-a vízenergiából és 7%-a egyéb megújuló energiaforrásokból származott.
A világnépesség növekedésével együtt a világ energiatermelése is folyamatosan növekszik. A jövőben az emberiség egyik fontos célkitűzése, hogy a jelenlegi fosszilis energiahordozókat környezetkímélőbbre cserélje. Ennek egyik lehetséges módja az atomenergia vagy a megújuló energiaforrások részarányának növelése.

## Magyarország
Magyarország villamosenergia termelése 2012-ben elsősorban az atomenergiára támaszkodott (60,44%), ezt követte a földgáz (17,23%), a szén (14,89%) végül a megújulók (7,16%).